# Tourmente (Indrois)
Die Tourmente ist ein Fluss in Frankreich, der in der Region Centre-Val de Loire verläuft. Sie entspringt einem kleinen Weiher im Waldgebiet Bois de la Grande Vente im Gemeindegebiet von Heugnes, entwässert generell in nordwestlicher Richtung und mündet nach rund 20 Kilometern im Gemeindegebiet von Villeloin-Coulangé als rechter Nebenfluss in den Indrois. Auf ihrem Weg durchquert die Tourmente die Départements Indre und Indre-et-Loire.

## Orte am Fluss
- Écueillé
- Ausillet, Gemeinde Nouans-les-Fontaines
- Coulangé, Gemeinde Villeloin-Coulangé